# Priziac
Priziac é uma comuna francesa na região administrativa da Bretanha, no departamento Morbihan. Estende-se por uma área de 44,75 km². Em 2010 a comuna tinha 1 152 habitantes (densidade: 25,7 hab./km²).